# Подойников, Алексей Семёнович
Алексей Семёнович Подойников (1929 год, село Прапорщиково) — комбайнёр колхоза имени Кирова Глубоковского района Восточно-Казахстанской области, Казахская ССР. Герой Социалистического Труда (1973).

## Биография
Родился в 1929 году в крестьянской семье в селе Прапорщиково. С 1945 года трудился в колхозе имени Кирова Глубоковского района. В 1950—1953 годах проходил срочную службу в Советской Армии.
Окончив курсы механизаторов, работал с 1956 года комбайнёром в колхозе имени Кирова. Ежегодно перевыполнял план по намолоту зерна. В 1971 году намолотил 9920 центнера зерновых при плане в 5600 центнеров, в 1972 году обмолотил 11096 центнеров зерновых, за что был награждён в декабре 1972 года Орденом Ленина. В 1973 году обмолотил 10834 центнеров зерновых при плане в 21000 центнеров.
Личные обязательства девятой пятилетки выполнил за три года, намолотив 40855 центнеров зерна при плане в 21000 центнеров, что составило 194,5 % от запланированных показателей. За большие успехи, достигнутые во Всесоюзном социалистическом соревновании, и проявленную трудовую доблесть в выполнении принятых обязательств по увеличении производства и продажи государству зерна и других продуктов земледелия в 1973 году удостоен звания Героя Социалистического Труда указом Президиума Верховного Совета СССР от 10 декабря 1973 года c вручением ордена Ленина и золотой медали «Серп и Молот».
Избирался депутатом Глубоковского районного совета народных депутатов.
Награды
- Герой Социалистического Труда
- Орден Ленина — дважды (13.12.1972; 10.12.1973)
- Орден «Знак Почёта» (19.04.1967)